# 젤토크산
젤토크산(카자흐어: Желтоқсан көтерілісі, "12월 봉기"라는 뜻)은 젤톡산 또는 1986년 12월로도 불리며, 공산당 서기장 미하일 고르바초프가 카자흐 공산당 제1서기이자 카자흐인인 딘무하메드 코나예프를 해임하고 러시아 소비에트 연방 사회주의 공화국 출신 러시아인인 겐나디 콜빈으로 교체한 것에 대한 반응으로 카자흐 소비에트 사회주의 공화국 알마티에서 발생한 시위이다.
이 사건은 1986년 12월 16일부터 19일까지 지속되었다. 시위는 12월 17일 아침에 시작되었으며, 학생 시위는 브레즈네프 광장 (현재의 알마티 공화국 광장)을 가로질러 CPK 중앙위원회 건물로 행진하면서 수천 명의 참가자를 끌어모았다. 그 결과, 내부군과 OMON 병력이 도시에 진입했고 도시 전역에서 폭력사태가 발생했다. 며칠 후, 시위는 심켄트, 탈디코르간, 카라간다로 확산되었다. 이 사건은 1989년에 시작될 중앙 및 동유럽의 권위주의 공산주의 통치의 느린 붕괴의 시작이었다.

## 시위

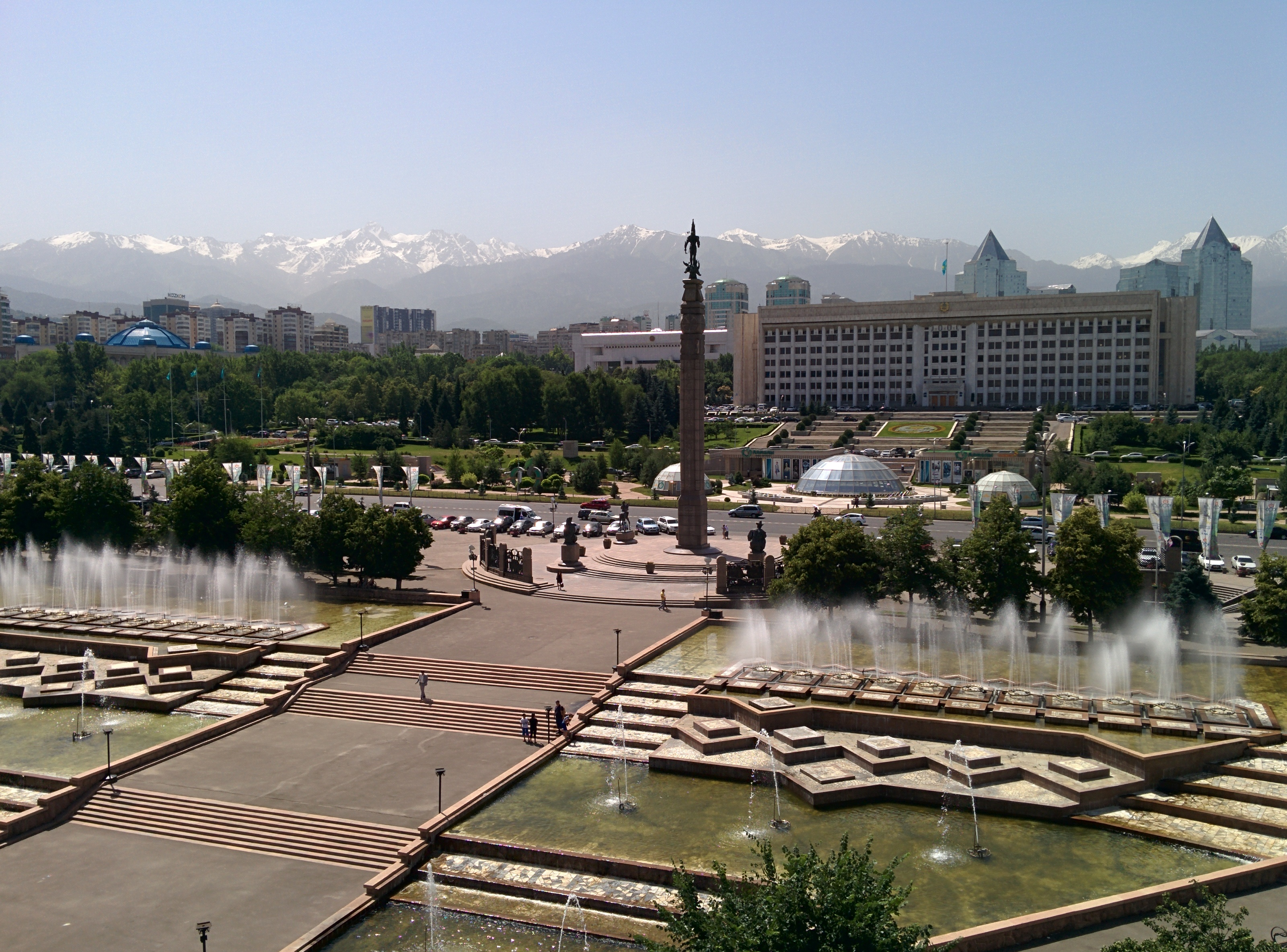
시위가 발생했던 브레즈네프 광장으로 알려졌던 공화국 광장의 한 장소

12월 17일 이른 아침에 시작된 평화로운 학생 시위의 주요 원인은 12월 16일 카자흐 공산당의 오랜 기간 동안 재직했던 제1서기 딘무하메드 코나예프 (1964~1986년)의 해임과 겐나디 콜빈 (1986~1989년)의 제1서기 임명이었다. 콜빈은 이전에 카자흐스탄에 거주하거나 근무한 적이 없었기 때문에 인기가 없었다.
고르바초프의 회고록에 따르면, 소련 공산당 제27차 당대회 이후 그는 쿠나예프를 만나 쿠나예프의 사임에 대해 논의했다. 쿠나예프는 은퇴하고 싶다는 뜻을 밝혔고, 당내에서 누르술탄 나자르바예프 (이후 카자흐스탄 대통령이 된 인물)의 진급을 막기 위해 카자흐 공산당과 이전에 연관이 없는 인물을 후임으로 임명할 것을 제안했다. 쿠나예프는 자신의 저서에서 고르바초프가 후임에 대해 자신에게 묻지 않았고, 단지 "훌륭한 동지가 파견될 것"이라고만 말했다고 밝혔다.
누르술탄 나자르바예프의 회고록에서 그는 콜빈의 사무실을 떠나 광장으로 향했던 중요한 순간을 회상한다. 그는 이 순간이 그의 삶의 경로를 바꾸었다고 회상한다. 광장에서는 양측 모두 대화할 준비가 되어 있지 않아 긴장이 고조되었다. 한쪽은 시위대를 비난했고, 다른 쪽은 돌과 얼음 덩어리를 던졌다. 시위대가 먼저 무력을 사용했지만, 경찰과 특수부대는 가혹한 진압 조치를 정당화하기 위해 그들을 공격적인 행동으로 유발했다. 12월 17일 저녁, 상황은 더욱 격화되었다. 중앙위원회 사무실 중 한 곳의 창문을 통해 조명탄이 발사되어 화재가 발생했으며, 이는 당국이 시위를 가혹하게 진압할 근거를 제공했다. 나자르바예프는 이러한 도발이 보안 기관에 의해 조작되었으며, 이들이 폭력을 선동하기 위해 시위대에게 무기를 제공했다고 주장한다.
시위는 1986년 12월 17일 아침에 200~300명의 학생들이 브레즈네프 광장의 중앙위원회 건물 앞에 모여 CPSU가 카자흐인이 아닌 콜빈을 임명하기로 한 결정에 항의하면서 시작되었다. 대학 및 학술기관의 학생들이 브레즈네프 광장으로 합류하면서 시위대 수는 1,000~5,000명으로 늘어났다.
타스 통신 보도에 따르면 다음과 같다.
민족주의 세력에 선동된 일단의 학생들이 어젯밤과 오늘 알마아타 거리로 나와 최근 전원회의 결정에 불만을 표출했다. 불량배, 기생충 및 기타 반사회적 인물들이 이 상황을 이용해 법과 질서의 대표자들에 대해 불법적인 행동을 저질렀다. 그들은 식료품점과 개인 차량에 불을 지르고 시민들을 모욕했다.
이러한 행위를 규탄하기 위해 공장, 학교 및 기타 기관에서 회의가 열렸다.
목격자들은 폭동에 가담한 사람에게 보드카, 마약 및 전단지가 제공되었다고 보고했으며, 이는 폭동이 자발적인 것이 아니었음을 시사한다. 그들은 폭동이 민족주의 또는 독립과 관련되어 있다는 특성 부여에 동의하지 않았다. 그들은 그것이 고르바초프가 외부인을 국가 수장으로 임명한 것에 대한 항의였다고 말했다.
이에 대한 대응으로 CPK 중앙위원회는 내무부 소속 병력, 드루진키(자원봉사자), 사관생도, 경찰, 그리고 국가보안위원회에게 광장을 봉쇄하고 참가자들을 비디오로 촬영하라고 명령했다. 오후 5시경 상황은 악화되었고, 병력은 시위대를 해산하라는 명령을 받았다. 보안군과 시위대 간의 충돌은 밤새도록 광장과 알마티의 여러 지역에서 계속되었다.
둘째 날, 시위는 병력, 자원봉사자, 민병대, 그리고 카자흐 학생들 사이의 거리, 대학, 기숙사에서의 충돌이 대규모 무력 대치로 변하면서 시민 불안으로 번졌다. 충돌은 셋째 날까지 통제되지 않았다. 알마티 사건에 이어 심켄트, 파블로다르, 카라간다, 탈디코르간에서도 소규모 시위와 데모가 이어졌다.

## 시위대 추정치
시위대 수에 대한 추정치는 다양하다.
모스크바의 초기 보고서에 따르면 약 200명이 폭동에 가담했다. 이후 카자흐 SSR 당국의 보고서에서는 폭동이 3,000명의 인원을 동원했다고 추정했다.
다른 추정치로는 최소 3만에서 4만 명의 시위대와 5천 명의 체포 및 투옥된 인원, 그리고 알려지지 않은 수의 사상자가 있다. 젤토크산 지도자들은 전국적으로 6만 명 이상의 카자흐인이 시위에 참여했다고 말한다.

## 인명 피해
카자흐 SSR 정부에 따르면, 폭동 중 자원봉사 경찰관과 학생을 포함하여 두 명이 사망했다. 둘 다 머리 부상으로 사망했다. 약 100명이 추가로 구금되었고, 다른 여러 명은 노동 수용소에 수감되었다.
미국 의회도서관이 인용한 자료에 따르면, 적어도 200명 이상이 사망하거나 그 직후 즉결처형되었다고 주장한다. 일부 기록은 사상자가 1,000명 이상이라고 추정하기도 한다.
작가 묵타르 샤하노프는 국가보안위원회 요원이 168명의 시위대가 사망했다고 증언했다고 주장했다. 젤토크산 사건은 독립 카자흐스탄에서 발전한 아자트 카자흐스탄 공화당과 알라시 민족자유당, 그리고 젤토크산 민족민주당의 주요 플랫폼의 기초를 형성했다.
카자흐 학생들인 카이라트 리스쿨베코프와 라자트 아사노바도 희생자 중 일부였다.

## 소련으로부터의 분리
누르술탄 나자르바예프는 회고록에서 12월 사건에 대한 몇 가지 통찰을 공유했다.
오랜 시간이 지나면서 12월 사건이 무모한 민족주의의 표현이 아니었음이 증명되었다. 그러한 비난은 이제 명백히 불필요하다. 당시 세계 지도자는 이 사건을 만장일치로 평가했다. 그들 중에는 에두아르드 셰바르드나제가 있었는데, 그는 다음과 같이 썼다. "페레스트로이카 기간 중 1986년, 카자흐스탄 당 지도부의 변화는 대규모 학생 시위를 촉발했다. 이 시위는 경찰력과 군대에 의해 진압되어 유혈 사태를 초래했다. 그러나 늘 그렇듯이 정치국은 선동자들이 민족주의자이자 극단주의자로 간주되어야 한다고 결론 내렸다."
실제로 학생들의 시위는 다시 깨어나는 민족적 의식의 자발적인 표현이었다. 따라서 "지하 민족주의 조직"이나 특정 조직자를 찾아내려는 노력은 헛수고로 판명되었다. 어두운 방에서 검은 고양이를 찾는 것이, 특히 고양이가 없을 때 더욱 그렇다는 것은 잘 알려진 사실이다.
청소년들의 민족 감정에 깊은 영향을 미친 다른 문제들도 있었다. 특히 학생 구성의 민족적 비율을 결정하는 이른바 "쿼터 집착"은 일부 지도자들이 사건 직전에 엄격하게 시행하기 시작한 관행이었다. 이러한 정책들이 공화국의 고위 이데올로기 담당자들의 승인 하에 시행되었다는 점은 주목할 만하다.

1991년 3월 국민투표에서 카자흐스탄 주민은 연방조약 개혁에 압도적으로 찬성했다. 인구의 89.2%가 투표에 참여했으며, 그 중 94.1%가 찬성표를 던졌다.
2006년 9월 18일, 젤토크산 20주년을 기념하는 자유의 새벽 기념비가 알마티에서 엄숙한 의식과 함께 공개되었다. 21세기에 젤토크산은 카자흐스탄의 독립 투쟁 상징으로 여겨지게 되었다. 기념비는 세 부분으로 구성되어 있다. 복잡한 형태의 두 개의 탑은 과거와 미래의 단절과 갈등, 민족 의식의 폭발과 이념적 정론의 몰락, 그리고 국가의 자유와 독립의 승리를 상징한다.

## 같이 보기
- 소련의 붕괴
- 바리케이드 사건
- 1월 사건 (리투아니아)
- 1990년 두샨베 봉기
- 검은 1월
- 4월 9일 비극
- 2019년 카자흐 시위
- 2022년 카자흐스탄 시위

## 더 읽어보기
- Ostrovsky, Alexander (2011). Глупость или измена? Расследование гибели СССР. (Stupidity or treason? Investigation of the death of the USSR); 보관됨 30 8월 2022 - 웨이백 머신 М.: Форум, Крымский мост-9Д, 2011. 864 с. ISBN 978-5-89747-068-6.